# Peker Açıkalın

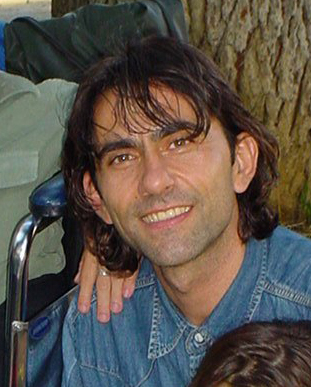
Peker Açıkalın (2003)

Peker Açıkalın (* 24. November 1963 in Kars) ist ein türkischer Theater- und Filmschauspieler.

## Leben
Peker Açıkalın wuchs zusammen mit zwei Geschwistern im Istanbuler Stadtviertel Bakırköy auf. Seine Familie betrieb in der dritten Generation eine Manufaktur. Er entschloss sich jedoch, nicht in den Familienbetrieb einzusteigen und strebte eine Karriere als Theaterschauspieler an.
Im Jahr 1987 heiratete er Nilüfer Açıkalın, von der er sich jedoch 1994 wieder scheiden ließ.

## Karriere
Erstmals trat Açıkalın 1982 bei der Sendung Kim Bunlar? auf dem staatlichen Sender TRT-1 vor die Kameras. 1995 gelang ihm der schauspielerische Durchbruch mit der Fernsehserie Çiçek Taksi, bei der er vier Jahre lang mitwirkte.
Im Jahr 2000 wagte er mit Kara Kentin Çocukları den Schritt auf die Kinoleinwände.

## Filmografie

### Darsteller
- 2000: Kara Kentin Çocukları
- 2002: Kolay Para
- 2004: Hababam Sınıfı Merhaba
- 2005: Die chaotische Armee (Hababam Sınıfı Askerde)
- 2005: O Şimdi Mahkum
- 2005: Die maskierte Bande (Maskeli Beşler İntikam Peşinde)
- 2006: Die chaotische Klasse 3,5 (Hababam Sınıfı Üç Buçuk)
- 2007: Maskierte Bande – Irak (Maskeli Beşler – Irak)
- 2007: Amerikaner am schwarzen Meer
- 2008: Die maskierte Bande – Zypern
- 2008: Destere

### Fernsehserien
- 1995: Çiçek Taksi
- 2002: Ev Hali
- 2002: Ekmek Teknesi
- 2004: Avrupa Yakası
- 2007: Yalan Dünya
- 2008: Mert ile Gert
- 2010: Yahşi Cazibe
- 2012: Türkün Uzayla İmtihanı